# Эль (социум)
Эль (тюркс. ил, ел, эл — страна, государство, союз) — специфическая форма организации государства у средневековых тюрко-монгольских народов; военно-политический организм, объединяющий кочевников под властью господствующей династии или родоплеменного союза (Вечный Тюркский Эль, Кыргызский Эль, Марий Эл (Край народа мари)), Чāваш Ел (Чувашское селение), Ногай Эль (ногайская родина, ногайская земля).
Памятники рунической письменности центральноазиатских империй тюркских народов определяют данным термином общественное целое, социальное единство. Причём изучение тюркских и уйгурских текстов показывает, что для их составителей значение слова «эль» имело разные оттенки.
Термин «эль» чрезвычайно полисемантичен. Эта общественная категория известна нам у многих тюркоязычных народов в значениях ‘община’, ‘совокупность людей, подданных’. По мнению Л. Н. Гумилёва, эль предполагает насильственное подчинение других племён, как латинское «imperium» или русское «держава». С. В. Киселёв понимал под элем объединение аристократии различных племен в организационно сплоченный заимствованными у того же родового строя традициями аристократический слой. В. В. Трепавлов понимает под элем сословно-административные структуры военной и родовой знати, которая могла объединять и знать покоренных народов-данников.

В киргизском языке слово «эль» означает «народ». Например: кыргыз эли —
киргизский народ, Кытай Эл Республикасы — Китайская Народная Республика.

У чувашей очень много традиционныx деревень несут в названии слово «ел»: Патрāк ел, Яка ел, Ереп ел, Салтак ел, Курак ел, Вāкāр ел, Ильтрек ел, Чечек ел, Макçāм ел и много другиx.
У марийцев в том же значении используется слово «ял» — деревня, селение. 